# Хутора (Нижнеомский район)
Хутора́ — деревня в Нижнеомском районе Омской области. Входит в состав Старомалиновского сельского поселения.

## География
Деревня находится на правом берегу реки Иртыш, на холме, в лесостепной зоне. К северу от деревни протекает река Тунгуслинка.

### Часовой пояс
Деревня Хутора, как и вся Омская область, находится в часовой зоне МСК+3. Смещение применяемого времени относительно UTC составляет +6:00.

## История
Основана в 1819 году. В 1928 году деревня состояла из 116 хозяйств, основное население — русские. В административном отношении находилась в составе Малиновского сельсовета Большереченского района Тарского округа Сибирского края.

## Население
| 1926 | 2010 |
| ---- | ---- |
| 571  | ↘142 |

## Инфраструктура
В деревне есть сельский клуб, 2 магазина.